# Nomia bouyssoui
Nomia bouyssoui är en biart som beskrevs av Joseph Vachal 1903. Nomia bouyssoui ingår i släktet Nomia och familjen vägbin. Inga underarter finns listade i Catalogue of Life.